# NGC 2638
NGC 2638 este o galaxie LINER situată în constelația Linxul. A fost descoperită în 21 ianuarie 1885 de către Édouard Stephan⁠(d).